# Одинга, Раила
Ра́ила Амо́ло Оди́нга (англ. Raila Amolo Odinga; род. 7 января 1945 года, Масено, Кения) — кенийский политик, премьер-министр Кении (2008—2013).

## Биография
Родился 7 января 1945 года в Масено, в Кении, в семье учителя, впоследствии первого вице-президента Кении — Огинги Одинги.
С 1992 года — член парламента Кении. В 2001—2002 годах — министр энергетики, в 2003—2005 годах — министр дорог, строительства и публичных работ.
В 2007 году был основным оппозиционным кандидатом на президентских выборах, но победу с небольшим перевесом одержал действующий президент Мваи Кибаки. Одинга призвал своих сторонников к акциям гражданского неповиновения, что переросло в межэтнические конфликты и кровопролитную гражданскую войну. В 2008 году при международном посредничестве конфликт удалось уладить созданием правительства национального единства, в которое вошли как сторонники Кибаки, так и сторонники Одинги. Мваи Кибаки сохранил за собой президентский пост, а Одинга был назначен на вновь введённую должность премьер-министра Кении, против введения которой выступал в 2005 году.
В 2010 году присутствовал на Глобальном конвенте мира, организованном Мун Хён Джином, сыном Мун Сон Мена.

### Президентские выборы 2022 года
5 июня 2022 года Независимая комиссия по выборам и границам  разрешила ему баллотироваться на пост президента в пятый раз. Он подал документы на выдвижение своей кандидатуры в качестве кандидата от коалиционной партии Резолюция Союза–Единая Кения, выбрав бывшего министра юстиции и депутата Национальной ассамблеи Марту Каруа в качестве кандидата в вице-президенты.
6 июня он представил манифест из 10 пунктов на стадионе «Ньяйо» в сопровождении своей политической напарницы и сотен своих сторонников, подробно изложив свой план на первые 100 дней пребывания у власти, если он одержит победу на выборах.
Он изложил ключевой компонент своего видения страны, получивший название «Народные программы», которые, как он обещал, станут основой для его платформы. Социальная защита, всеобщее здравоохранение, развитие рабочих мест, расширение прав и возможностей женщин, инвестиции в молодёжь, образование для всех, продовольственная безопасность, вода для всех, корпоративная Кения и развитие прошлых триумфов — всё это было частью плана из десяти пунктов. Он боролся за пост президента против кандидата от Объединенного демократического альянса, действующего вице-президента Кении Уильяма Руто, который набрал 50,49 % голосов, опередив его на 1,6 %.
Заняв второе место на президентских выборах, он подал иск об оспаривании результатов, который был отклонён Верховным судом.

## Личная жизнь
Крещён в англиканской церкви, но позднее присоединился к одной из ветвей лютеранства.
Одинга придерживался консервативных взглядов в общественной жизни. Например, он неоднократно призывал к аресту всех кенийцев гомосексуальной ориентации.

### Семья
- Отец — Огинга Одинга, заместитель президента и вице-президент Кении.
- Жена — Ида Одинга[англ.] (девичья фамилия — Anyango Oyoo).
- Сын — Фидель Кастро Одинга (Makarios Fidel Castro Odinga; 1973—2015), назван в честь Фиделя Кастро. Первый раз был женат на Веронике Ваниру Нганга (Veronica Wanjiru Ng’ang’a), но позднее развёлся. В 2012 году митрополитом Кенийским Макарием (Тиллиридисом) крещён в православие с именем Макарий и 28 июля в кафедральном соборе святых бессребреников Космы и Дамиана в Найроби повенчан с Гетачеу Бэкэлэ (Lwam Getachew Bekele), уроженкой Эритреи[14].
- Дочь — Розмари (Rosemary; род. 1977)
- Дочь — Райла (Raila Jr.; род. 1979)
- Дочь — Винни (Winnie; род. 1990), названа в честь Винни Мандела, обучается в университете Дрексел в Филадельфии (США).